# Hartwig von Spreckelsen
Hartwig von Spreckelsen (* 21. März 1624 in Hamburg; † 1680 in Ritzebüttel) war ein deutscher Jurist, Hamburger Ratsherr und Amtmann in Amt Ritzebüttel.

## Herkunft und Familie
Spreckelsen war ein Sohn des Hamburger Kaufmanns und Juraten an Sankt Nikolai Hartwig von Spreckelsen aus dessen zweiter Ehe mit Margaretha Claen, Tochter des Hamburger Bürgermeisters Joachim Claen (1566–1632).
Am 19. November 1660 heiratete er Elisabeth Schnock. Aus dieser Ehe entsprossen drei Söhne und drei Töchter.

## Leben und Wirken
In Hamburg geboren, studierte Spreckelsen nach seiner Schulbildung ab 1644 Jurisprudenz an der Universität Altdorf, ab 1647 an der Universität Straßburg und ab 1650 an der Universität Basel. Hier schloss er im April 1651 sein Studium als Lizenziat beider Rechte, des kanonischen und des weltlichen Rechts, ab.
Nach seinem Studium bereiste er Europa und wurde später Hofrat des Herzogs Gustav Adolf von Mecklenburg in Güstrow.
1662 wurde er Richter am Hamburger Niedergericht. 1663 wurde er zum Ratsherrn gewählt und wurde als solcher im Jahr 1666 Prätor. Von 1671 bis 1677 war er zum ersten Mal Amtmann in Ritzebüttel. Er kehrte 1677 nach Hamburg zurück und wurde Colonellherr im Kirchspiel Sankt Michaelis, ging aber noch im selben Jahr wieder nach Ritzebüttel und trat dort seine zweite Amtszeit an. Er starb dort 1680 und wurde in der Kirche in Groden beigesetzt. Seine Witwe leitete als Verweserin noch bis 1681 das Amt Ritzebüttel.

## Werke
- Disputatio inauguralis de iudicio multarum, vulgo Frävel-Gericht. Georg Decker, Basel 1651, OCLC 600975343.